# Episodi di Maiorca Crime (seconda stagione)
La seconda stagione della serie televisiva Maiorca Crime è stata trasmessa nel Regno Unito sul network BBC One dal 1º all'8 febbraio 2021, anche se l'intera stagione è stata pubblicata il 1º febbraio 2021 su BBC iPlayer. La serie in origine era composta da dieci episodi, ma è stata tagliata a sei, a causa della pandemia di COVID-19.
In Italia, la stagione viene trasmessa in prima visione assoluta su Rai 2, dal 6 al 20 giugno 2021.
| nº | Titolo originale    | Titolo italiano          | Prima TV UK      | Prima TV Italia |
| -- | ------------------- | ------------------------ | ---------------- | --------------- |
| 1  | The Maestro         | Il maestro               | 1º febbraio 2021 | 6 giugno 2021   |
| 2  | Son of a Pig        | Segreti del passato      | 2 febbraio 2021  | 6 giugno 2021   |
| 3  | A Dish Served Cold  | Un piatto servito freddo | 3 febbraio 2021  | 13 giugno 2021  |
| 4  | The Beautiful Game  | Il gioco più bello       | 4 febbraio 2021  | 13 giugno 2021  |
| 5  | The Blue Feather    | La piuma blu             | 5 febbraio 2021  | 20 giugno 2021  |
| 6  | The Outlaw Jose Rey | Jose Rey il fuorilegge   | 8 febbraio 2021  | 20 giugno 2021  |

## Il maestro
- Titolo originale: The Maestro
- Diretto da: Bryn Higgins
- Scritto da: Dan Sefton

### Trama
Miranda e Max indagano su due morti apparentemente non correlate di un cantante d'opera José Castana e di Eva Reyes che si è suicidata annegando in mare. Scoprono che Eva era una violinista e Castana era un noto donnaiolo. Eva era incinta di Castana. Il sospetto cade su Elvira Cortez, agente del tenore, che ha avuto una figlia da Castana. Ines Villegas, capo della polizia, deve prendere una decisione quando Miranda e Max presentano le confessioni di ventisette donne che avevano subito le avances del maestro. Il caso rimane aperto senza un colpevole.
- Guest star: Sarah Lochlan (Eva Reyes), Carlos Magnusson (Josè Castana), Cristina Castaño (Domenica Castana), Mar Sodupe (Elvira Cortez), Nansi Nsue (Luisa Rosa), Florecia Nocetti (Julia Hernández), Graeme Hawley (Alan Bull), Felix Everding (Karl), Josette Simon (Anna Hammond).
- Ascolti Italia: telespettatori 287 000 – share 1,80%[2]

## Segreti del passato
- Titolo originale: Son of a Pig
- Diretto da: Bryn Higgins
- Scritto da: Damian Wayling

### Trama
Miranda e Max indagano sulla scomparsa di Diego Gris e su eventi risalenti alla guerra civile spagnola; dopo uno scavo archeologico vengono scoperti otto scheletri di repubblicani giustiziati dal padre di Diego noto come Il Maiale. Trovano un aiuto inaspettato da parte di Frank Bottomley, un investigatore privato, alle dipendenze della famiglia Gris, che è più interessato al nono scheletro, ritrovato vicino agli scavi, poiché forse appartiene a suo nonno, un volontario repubblicano della ribellione. Frank ha ucciso Diego ma il nono scheletro apparteneva al fratello di Diego, Joseph, morto accidentalmente durante una lite tra i due fratelli. Frank confessa anche il luogo in cui ha nascosto il cadavere di Diego.
- Guest star: Alberto Maneiro (Diego Gris), Phil Daniels (Frank Bottomley), Isabel Garcia Lorca (Rosalia Gris), Celia Freijeiro (Maria Himënez), Gabriel Andreu (padre Gabriel), Mario De La Rosa (Arturo Cela).

- Ascolti Italia: telespettatori 442 000 – share 3,10%[2]

## Un piatto servito freddo
- Titolo originale: A Dish Served Cold
- Diretto da: Craig Pickles
- Scritto da: Sarah-Louise Hawkins

### Trama
Miranda e Max indagano sull'avvelenamento del critico gastronomico Oliver Barker durante un pasto cucinato dal suo chef rivale. I sospetti ricadono tra quelli seduti al tavolo e il personale del ristorante fino a quando l'autopsia rivela che è stato avvelenato il giorno prima con dei funghi tossici mischiati a due Sobrassada, tipico salume di Maiorca. Scavando nel passato della vittima e dei sospettati, scoprono una connessione e il motivo della vendetta. Ovvero la moglie dello chef rivale era stata anche la fidanzata di Oliver. Dalla relazione nasce una bambina che viene data in adozione poiché Oliver, noto per la sua infedeltà, abbandona la donna. La bambina ora adulta si vendica uccidendo Oliver. La vendetta minaccia la vita di alcuni festaioli innocenti che celebrano il pensionamento di Ernesto Villaronga. Infatti, quest'ultimo era amico di Oliver che, come regalo, gli aveva donato una delle Sobrassada.
- Guest star: Oscar Foronda (Sebastià Serra), Andrew Whipp (Oliver Barker), Maite Jáuregui (Ana Gutièrrez), Ferran Audí (Hugo Asensio), Andy Lucas (Ernesto Villaronga), Ledícia Sola (Laura Serra), Javier Morgade (Toni Serra), Alba Brunet (Paz Casals).
- Ascolti Italia: telespettatori 642 000 – share 4,60%[3]

## Il gioco più bello
- Titolo originale: The Beautiful Game
- Diretto da: Craig Pickles
- Scritto da: Dan Muirden

### Trama
Miranda e Max indagano sulle minacce di morte contro Rico Alonso, fuoriclasse del Real Mallorca, che dovrebbe trasferirsi in una squadra tedesca per 40 milioni di euro. I sospetti includono il suo migliore amico Carlos che si è ritirato per infortunio, l'agente di Rico, un fan ossessivo che non vuole che se ne vada e sua madre. Quando Carlos viene assassinato, l'attenzione si rivolge alla madre di Rico che seguiva la carriera del figlio e di Carlos quando, da giovani, erano compagni di squadra. La madre aveva iniziato una relazione con Carlos che ai tempi aveva solo quattordici anni. Chiusa la storia, la madre teme che Carlos riveli a Rico la verità per evitare il suo trasferimento in Germania. Per questo decide di ucciderlo.
- Guest star: Denis Schmidt (Christian), Anton Antoniadis (Rico Alonso), Iván Marcos (Jaume Borrell), Craig Kelly (Lee Flack), Rebeca Roldán (Marta Alonso, Iris Lezano (Abril Cabrera), Marco H. Medina (Carlos Tosell).
- Ascolti Italia: telespettatori 590 000 – share 4,40%[3]

## La piuma blu
- Titolo originale: The Blue Feather
- Diretto da: Christiana Ebohon-Green
- Scritto da: Tim Whitnall

### Trama
Miranda e Max indagano sulla scomparsa del diabetico Tony Ball, un birdwatcher britannico. Credendo che si trovi in una riserva naturale, trovano la sua roulotte e la sua scorta di insulina. La loro indagine si imbatte in un traffico di contrabbando di uccelli e si chiedono se anche Ball lo avesse scoperto o facesse parte del traffico. Sono anche ostacolati dai ranger della riserva che non collaborano, tra di essi c'è Emilia che ha precedenti penali per ecoterrorismo. Tony è entrato nel traffico illegale per difficoltà economiche insieme a Felipe, pescatore, e Anna, proprietaria didi un negozio di animali. Tony, malato di diabete, viene rapito da Eduardo, capo ranger. Per fortuna, Max e Miranda arrestano Eduardo e salvano Tony iniettandogli l'insulina.
- Guest star: Wayne Foskett (Tony Ball), Kacey Ainsworth (Linda Ball), Alba Ribas (Emilia Fernández), Carles Francino (Eduardo Álvarez), Graham Vanas (Keith Orgill), Nansi Nsue (Luisa Rosa), José Luis Ferrer (Felipe Santos), Óscar Morchón (Caleb), Ana Gracia (Anna Manera).
- Ascolti Italia: telespettatori 439 000 – share 3,10%[4]

## Jose Rey il fuorilegge
- Titolo originale: The Outlaw Jose Rey
- Diretto da: Christiana Ebohon-Green
- Scritto da: Liz Lake

### Trama
Miranda e Max si dirigono dall'altra parte dell'isola per indagare su una frode con carta di credito a danno di turisti in un ranch di equitazione. Jose Rey, nipote del proprietario Xisco Rey, vuole prendere il posto del nonno nella gestione del ranch. Jose ha anche dei precedenti penali in Inghilterra, sempre per truffa, e per questo viene arrestato per poi essere scagionato. Miranda e Max vengono richiamati al ranch quando Xisco viene trovato morto e inizia una caccia all'uomo per trovare Jose Rey scaturita dalla sua fuga dopo che Javier e sua figlia Belia, fidanzata di Jose, lo trovano con le mani insanguinate chino sul cadavere del nonno.
I due detective vengono aiutati da Javier, mentore di Jose, nella caccia. Il mentore non è affatto felice perché Jose sta per sposare sua figlia. Javier racconta la storia della famiglia Rey: il padre di Jose è scomparso, sua madre è un'alcolista e suo nonno che non vuole andare in pensione. Miranda e Max arrestano Pia, madre di Jose, per l'uccisione del padre Xisco che aveva architettato la truffa per incolpare il nipote ed evitare di andare in pensione.
- Guest star: José Luis García Pérez (Javier Santos), Ben Cura (Jòse Rey), Paulina Gálvez (Pia Rey), Antonio Valero (Xisco Rey), Lou Cosette (Belia Santos), Alex Falcon (dipendente del ranch).
- Ascolti Italia: telespettatori 424 000 – share 3,10%[4]